# Ильинский сельсовет (Новосибирская область)
Ильинский сельсовет — сельское поселение в Доволенском районе Новосибирской области Российской Федерации.
Административный центр — село Ильинка.

## История
Статус и границы сельского поселения установлены Законом Новосибирской области от 2 июня 2004 года № 200-ОЗ «О статусе и границах муниципальных образований Новосибирской области»

## Население
| 2002  | 2010  | 2012  | 2013  | 2014  | 2015  | 2016  |
| ----- | ----- | ----- | ----- | ----- | ----- | ----- |
| 1220  | ↘1042 | ↘1024 | ↘1019 | ↗1021 | →1021 | ↘1016 |
| 2017  | 2018  | 2019  | 2020  | 2021  |       |       |
| ↘1011 | ↘997  | ↗1008 | ↘994  | ↘963  |       |       |

## Состав сельского поселения
| № | Населённый пункт | Тип населённого пункта       | Население |
| - | ---------------- | ---------------------------- | --------- |
| 1 | Дружный          | посёлок                      | ↘193      |
| 2 | Ильинка          | село, административный центр | ↘849      |